# Велоспорт на літніх Олімпійських іграх 1920
У змаганнях з велоспорту на літніх Олімпійських іграх 1920 в Антверпені розіграно 6 комплектів нагород (лише серед чоловіків) у двох видах: шосейний велоспорт і велоспорт на треку. Уперше відбулися 50-кілометрові перегони на треку.

## Медальний залік

### Шосейні гонки
| Дисципліни                    | Золото                                                                | Срібло                                                                    | Бронза                                                                      |
| ----------------------------- | --------------------------------------------------------------------- | ------------------------------------------------------------------------- | --------------------------------------------------------------------------- |
| Роздільна індивідуальна гонка | Гаррі Стенквіст (SWE)                                                 | Генрі Кальтенбрун (RSA)                                                   | Фернан Кантелуб (FRA)                                                       |
| Роздільна командна гонка      | Франція (FRA) Ахілль Сушар Фернан Кантелуб Жорж Детрей Марсель Гобійо | Швеція (SWE) Гаррі Стенквіст Сіґфрід Лундберґ Раґнар Мальм Аксель Перссон | Бельгія (BEL) Альберт Вікманс Альберт Де Бунне Жан Янссенс Андре Веркрейссе |

### Велоперегони на треку
| Дисципліни                    | Золото                                                                        | Срібло                                                                    | Бронза                                                            |
| ----------------------------- | ----------------------------------------------------------------------------- | ------------------------------------------------------------------------- | ----------------------------------------------------------------- |
| Спринт                        | Моріс Петерс (NED)                                                            | Горас Джонсон (GBR)                                                       | Гаррі Раян (GBR)                                                  |
| 50 кілометрів                 | Анрі Жорж (BEL)                                                               | Сіріл Алден (GBR)                                                         | Піт Ікелар (NED)                                                  |
| Тандем                        | Томас Ланс і Гаррі Раян (GBR)                                                 | Вільям Сміт і Джеймс Волкер (RSA)                                         | Франс де Вренґ і Піт Ікелар (NED)                                 |
| Командна гонка переслідування | Італія (ITA) Прімо Маньяні Арнальдо Карлі Руджеріо Ферраріо Франко Джорджетті | Велика Британія (GBR) Алберт Вайт Сіріл Алден Горас Джонсон Вільям Стюарт | ПАР (RSA) Джеймс Волкер Семмі Гусен Генрі Кальтенбрун Вільям Сміт |

## Країни, що взяли участь
Змагалися 103 велогонщики з 14 країн.
| - Австралія (2) - Бельгія (15) - Канада (5) - Чехословаччина (4) - Данія (6) - Франція (13) - Велика Британія (13) |  | - Італія (12) - Люксембург (1) - Нідерланди (10) - Норвегія (4) - Південно-Африканська Республіка (5) - Швеція (4) - США (9) |

## Таблиця медалей
| Місце               | Країна                | Золото | Срібло | Бронза | Загалом |
| ------------------- | --------------------- | ------ | ------ | ------ | ------- |
| 1                   | Велика Британія (GBR) | 1      | 3      | 1      | 5       |
| 2                   | Швеція (SWE)          | 1      | 1      | 0      | 2       |
| 3                   | Нідерланди (NED)      | 1      | 0      | 2      | 3       |
| 4                   | Бельгія (BEL)         | 1      | 0      | 1      | 2       |
| 4                   | Франція (FRA)         | 1      | 0      | 1      | 2       |
| 6                   | Італія (ITA)          | 1      | 0      | 0      | 1       |
| 7                   | ПАР (RSA)             | 0      | 2      | 1      | 3       |
| Загалом (7 збірних) | Загалом (7 збірних)   | 6      | 6      | 6      | 18      |